# Ninčevića pećina u Radošiću
Ninčevića pećina je pećina u Radošiću kod Trogira.

## Opis
Vrijeme nastanka nalaza je iz 10. st. pr. Kr. do 9. st. pr. Kr. Ninčevićeva pećina nalazi se u udolini sjeverno od brda Gradina i sjeveroistočno od zaseoka Galići. Tijekom preliminarnih istraživanja pećinskog prostora pronađeni su tragovi ljudskog boravka iz razdoblja prapovijesti (ulomci keramike i tragovi gorenja i kosti). Ovaj lokalitet predstavlja potencijalno značajnog nalazišta iz prapovijesti. Jasno su vidljivi ostaci keramike, tragovi gorenja, kao i ostaci životinjskih i ljudskih kostiju.